# Live at Bridge School Benefit 1997
Live at Bridge School Benefit 1997 è il decimo EP del gruppo musicale statunitense Metallica, pubblicato il 21 ottobre 2022 dalla Blackened Recordings.

## Descrizione
Settima uscita legata al Vinyl Club, il disco contiene quattro brani tratti dal secondo dei concerti acustici che il gruppo ha tenuto presso lo Shoreline Amphitheatre di Mountain View in occasione dell'annuale Bridge School Benefit. I brani Low Man's Lyric e Poor Twisted Me, che occupano il lato A del vinile, sono stati eseguiti per la prima volta in assoluto dai Metallica nel corso del primo concerto.

## Tracce
Testi e musiche di James Hetfield e Lars Ulrich, eccetto dove indicato.
Lato A
1. Low Man's Lyric (Live) – 7:41
2. Poor Twisted Me (Live) – 4:08

Lato B
1. Fade to Black (Live) – 8:06 (James Hetfield, Lars Ulrich, Cliff Burton, Kirk Hammett)
2. The Four Horsemen (Live) – 5:10 (James Hetfield, Lars Ulrich, Dave Mustaine)

## Formazione
Hanno partecipato alle registrazioni, secondo le note di copertina:
Gruppo
- James Hetfield – chitarra, voce
- Lars Ulrich – batteria
- Kirk Hammett – chitarra
- Jason Newsted – basso

Altri musicisti
- David Miles – ghironda (traccia 1)

Produzione
- Greg Fidelman – produzione esecutiva, missaggio
- Mike Gillies – registrazione
- Billy Joe Bowers – mastering
- Alex Tenta – design, layout
- Mark Leialoha – fotografie concerti